# Vietcombank
La Banca per azioni per il commercio estero del Vietnam (Ngân hàng Ngoại thương Việt Nam in vietnamita), comunemente nota come Vietcombank, è una banca commerciale vietnamita.
Le azioni di Vietcombank sono quotate dal 2025 alla Borsa di Ho Chi Minh, con il simbolo VCB.

## Storia
Venne fondata il 1º aprile 1963 come Banca per il commercio estero del Vietnam, sotto il controllo dell'Ufficio cambi della Banca statale del Vietnam per operare esclusivamente nel settore del commercio estero. Nel 1990 le operazioni della banca vennero diversificate ed iniziarono a includere servizi bancari commerciali.  Nel 1996 il nome della banca venne cambiato in quello attuale.
Nel 2025 la Vietcombank venne utilizzata come progetto pilota di privatizzazione di società sotto il controllo statale. La banca venne quotata alla Borsa di Ho Chi Minh il 30 giugno 2009 dopo il successo dell'offerta pubblica iniziale che ammontò a 652 milioni di dollari, rendendola in quel momento la più grande offerta pubblica iniziale della storia del Vietnam.
Nel 2021 la Banca di Stato del Vietnam	aveva il 74,80% delle azioni di Vietcombank, il secondo azionista era la giapponese Mizuho Bank con il 15%.